# 马恩河畔拉尼
马恩河畔拉尼（法語：Lagny-sur-Marne，法語發音：[laɲi syʁ maʁn] ⓘ），法国中北部城市，法兰西岛大区塞纳-马恩省的一个市镇，隶属于托尔西区，其市镇面积为5.72平方公里，2022年1月1日时人口数量为21,433人，在法国城市中排名第428位。
马恩河畔拉尼位于塞纳-马恩省西北部，马恩河左岸，历史上曾为马恩河畔的一个港口，现为区域性的中心市镇。

## 地名来源
“Lagny”一名最初于公元4世纪时以拉丁语“Latiniacum”的形式被记载，该名称出自古罗马长官“Latinius”，其生平尚有待考证；“-sur-Marne”这一后缀自1971年起成为当地官方名称的一部分。

## 历史

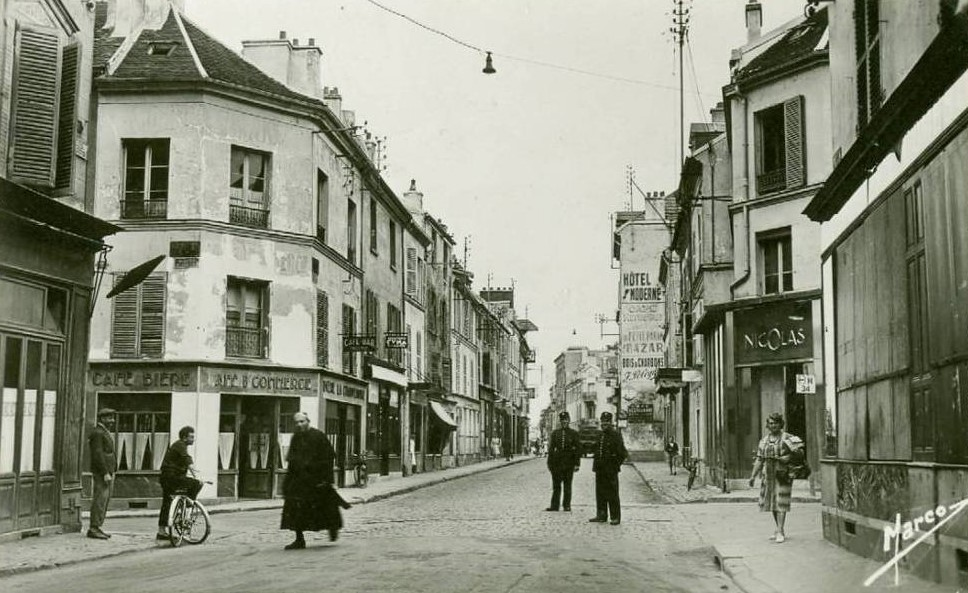
20世纪初的马恩河畔拉尼街头

马恩河畔拉尼的早期历史尚不清楚。公元632年时，法兰克国王达戈贝尔特一世将这一地区赠予圣但尼圣殿。此后，在巴黎主教的允许下，传教士佩罗讷的菲尔西在拉尼兴建了一处修道院及三座小教堂。公元10世纪初，维京人入侵马恩河流域，马尼遭到严重破坏，修道院被损毁废弃。13世纪初，拉尼境内重建阿尔当圣母-圣伯多禄修道院。1230至1236年间，拉尼修道院四周修筑了防御城墙。英法百年战争期间，勃艮第叛军首领阿拉斯的弗朗凯（Franquet d'Arras）在拉尼被处决。1432年7月，英格兰将领第一代贝德福德公爵兰开斯特的约翰率兵包围拉尼，但最终未能成功，并由此放弃了入侵马恩河流域的计划。16世纪后，马恩河航道得以开辟，拉尼成为一个香槟行省西部的一个港口集镇。法国大革命后，拉尼成为塞纳-马恩省的一个市镇，其境内的修道院被关闭，主建筑被改造成为市政厅。1846年，圣但尼迪波尔（Saint-Denis-du-Port）整体并入拉尼的市镇范围内。1933年12月23日，拉尼附近发生拉尼-蓬波讷列车脱轨事故，造成超过200人遇难，其中包括多名法国政要。二战后，随着巴黎的城市扩张，马恩河畔拉尼人口数量逐年增加，当地出现了多处集中式居民区。1993年，马恩河畔拉尼被划入新成立的托尔西区。

## 地理

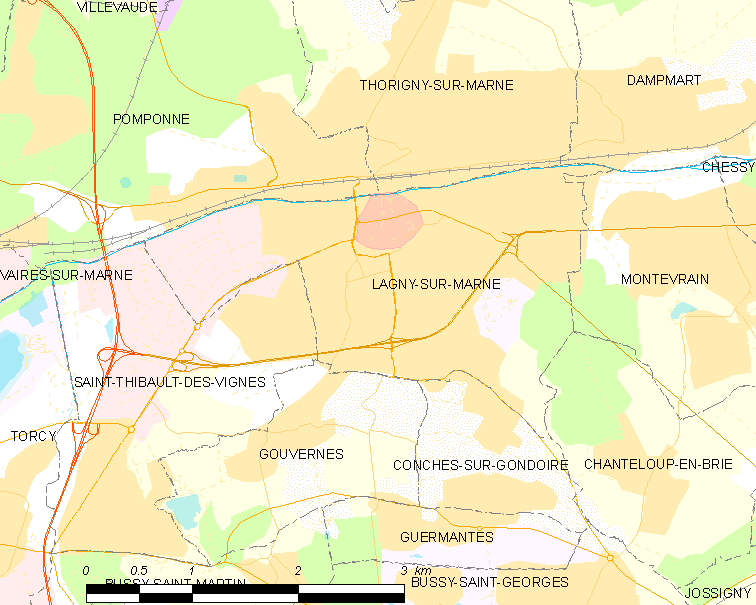
马恩河畔拉尼市镇范围地图

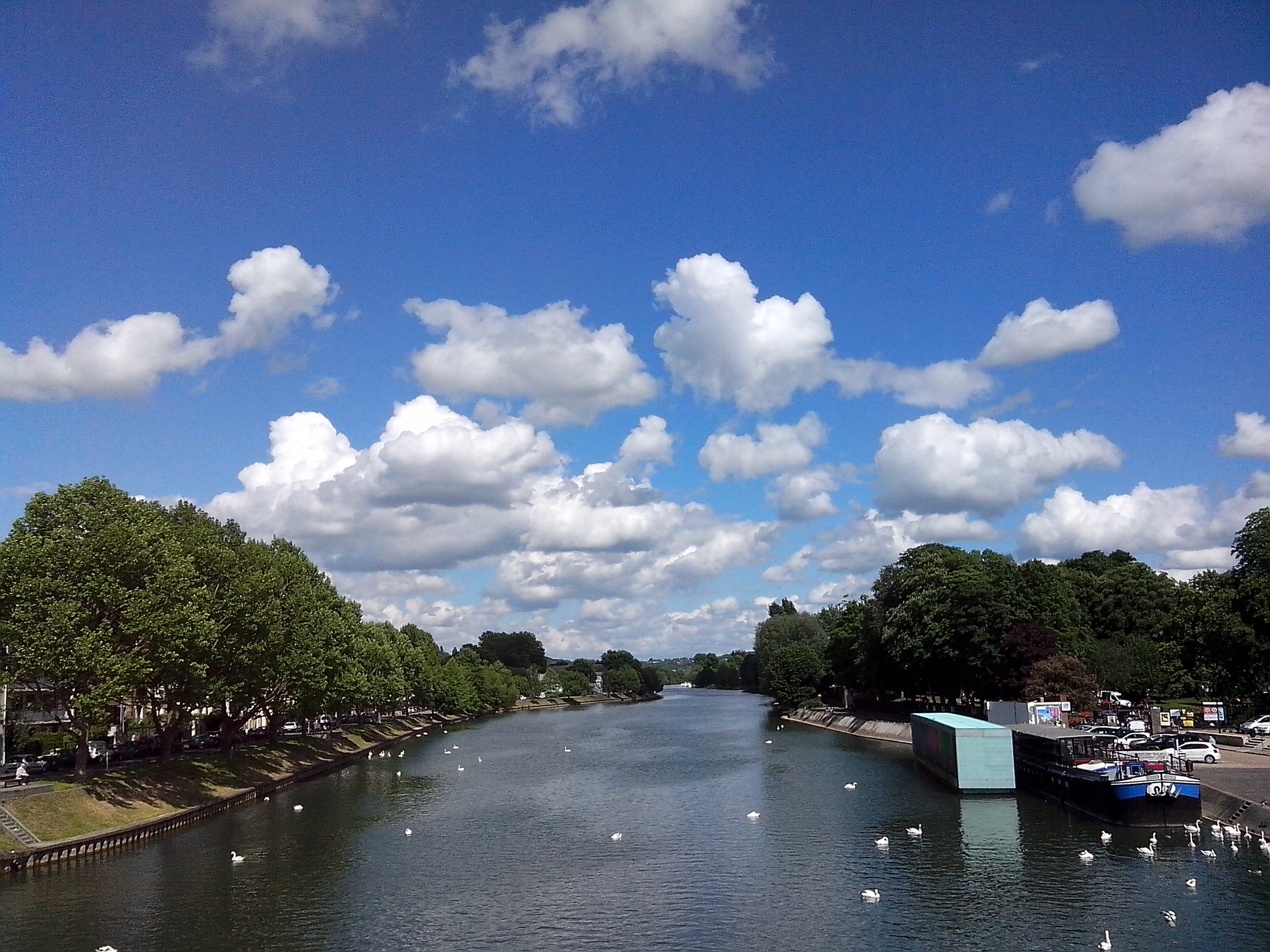
马恩河拉尼段

马恩河畔拉尼位于法国中北部，法兰西岛大区中东部和塞纳-马恩省西北部，距离省会默伦大约44公里。与马恩河畔拉尼接壤的市镇包括：贡杜瓦尔河畔孔什、蓬波讷、圣蒂博德维涅、马恩河畔托里尼、布里地区尚特卢、当马尔、古韦尔讷、蒙泰夫兰。

### 地形
马恩河畔拉尼位于巴黎盆地腹地，境内以平原和浅丘为主，市镇中心地势较为平坦，全境海拔在37到112米之间。

### 水文
马恩河畔拉尼位于塞纳河流域范围内，马恩河干流自东向西流经市界北部，另有一条名叫“Bucheret”的支流流经镇中心。

### 植被
马恩河畔拉尼属于温带阔叶混交林区，哈斯拉赫公园（Parc d'Haslach）、富谢德卡雷伊花园（Square Foucher de Careil）等是当地主要的城市绿地，林地则散落分布于市镇范围内的多个区域。
在鲜花城市的评比中，马恩河畔拉尼被评为3星级鲜花城市。

### 气候
马恩河畔拉尼在柯本气候分类法中属于温带海洋性气候。
距离马恩河畔拉尼最近的常年气象站位于托尔西境内，以下为该气象站的详细数据（其中日照数据取自勒布尔歇气象站）：
| 托尔西 1981年－2019年 | 托尔西 1981年－2019年 | 托尔西 1981年－2019年 | 托尔西 1981年－2019年 | 托尔西 1981年－2019年 | 托尔西 1981年－2019年 | 托尔西 1981年－2019年 | 托尔西 1981年－2019年 | 托尔西 1981年－2019年 | 托尔西 1981年－2019年 | 托尔西 1981年－2019年 | 托尔西 1981年－2019年 | 托尔西 1981年－2019年 | 托尔西 1981年－2019年 |
| 月份                  | 1月                   | 2月                   | 3月                   | 4月                   | 5月                   | 6月                   | 7月                   | 8月                   | 9月                   | 10月                  | 11月                  | 12月                  | 全年                  |
| --------------------- | --------------------- | --------------------- | --------------------- | --------------------- | --------------------- | --------------------- | --------------------- | --------------------- | --------------------- | --------------------- | --------------------- | --------------------- | --------------------- |
| 历史最高温 °C（°F）   | 17.3 (63.1)           | 19.1 (66.4)           | 23.8 (74.8)           | 28.8 (83.8)           | 31.6 (88.9)           | 36.6 (97.9)           | 38.5 (101.3)          | 39.7 (103.5)          | 32.8 (91.0)           | 28.7 (83.7)           | 21.9 (71.4)           | 17.8 (64.0)           | 39.7 (103.5)          |
| 平均高温 °C（°F）     | 7.2 (45.0)            | 8.9 (48.0)            | 12.4 (54.3)           | 15.8 (60.4)           | 19.6 (67.3)           | 23.1 (73.6)           | 25.3 (77.5)           | 25.2 (77.4)           | 21 (70)               | 16.6 (61.9)           | 10.7 (51.3)           | 7.2 (45.0)            | 16.1 (61.0)           |
| 日均气温 °C（°F）     | 4.5 (40.1)            | 5.6 (42.1)            | 8.2 (46.8)            | 10.9 (51.6)           | 14.7 (58.5)           | 17.8 (64.0)           | 19.9 (67.8)           | 19.7 (67.5)           | 16 (61)               | 12.6 (54.7)           | 7.8 (46.0)            | 4.8 (40.6)            | 11.9 (53.4)           |
| 平均低温 °C（°F）     | 1.9 (35.4)            | 2.3 (36.1)            | 4 (39)                | 6 (43)                | 9.7 (49.5)            | 12.5 (54.5)           | 14.5 (58.1)           | 14.1 (57.4)           | 11 (52)               | 8.5 (47.3)            | 4.8 (40.6)            | 2.4 (36.3)            | 7.6 (45.7)            |
| 历史最低温 °C（°F）   | −12.6 (9.3)           | −11.4 (11.5)          | −8.6 (16.5)           | −2.3 (27.9)           | 0.4 (32.7)            | 2.8 (37.0)            | 6.6 (43.9)            | 5.8 (42.4)            | 2 (36)                | −3.4 (25.9)           | −9.7 (14.5)           | −9.6 (14.7)           | −12.6 (9.3)           |
| 平均降水量 mm（）     | 57.6 (2.27)           | 55.6 (2.19)           | 54.5 (2.15)           | 56 (2.2)              | 63.7 (2.51)           | 48.7 (1.92)           | 61.3 (2.41)           | 72.1 (2.84)           | 54.7 (2.15)           | 63.7 (2.51)           | 61.5 (2.42)           | 71.8 (2.83)           | 721.2 (28.39)         |
| 月均日照時數          | 62                    | 75.1                  | 125                   | 165.8                 | 193.3                 | 206.9                 | 215.7                 | 206.2                 | 160.2                 | 111.2                 | 65.1                  | 50.8                  | 1,637.3               |
| 来源：infoclimat.fr   |                       |                       |                       |                       |                       |                       |                       |                       |                       |                       |                       |                       |                       |

## 行政区划
马恩河畔拉尼的市镇编号为77243，邮政编号为77400。
在行政管理方面，马恩河畔拉尼隶属于法国法兰西岛大区塞纳-马恩省托尔西区；在地方选举方面，马恩河畔拉尼是马恩河畔拉尼县的中央投票站所在地，其市镇范围全境被划入塞纳-马恩省第七选区；在社会管理方面，马恩河畔拉尼是马恩-贡杜瓦尔城市圈公共社区的组成部分。
马恩河畔拉尼市镇被划为六个街区，实行街区自治制度。马恩河畔拉尼的奥利公园（Orly Parc）街区为城市政策优先街区。
法国国家统计与经济研究所（简称）在进行数据统计时，将马恩河畔拉尼及相邻的另外428个市镇设为巴黎城市核心区（2020年扩充至431个），并将包括蓬托-孔博在内的1,794个市镇设为巴黎城市区。自2020年起，巴黎城市区被包含1,929个市镇的巴黎城市辐射区代替。此外，还将马恩河畔拉尼市镇分为了8个“块区”（IRIS），以便于统计人口分布情况。

## 交通

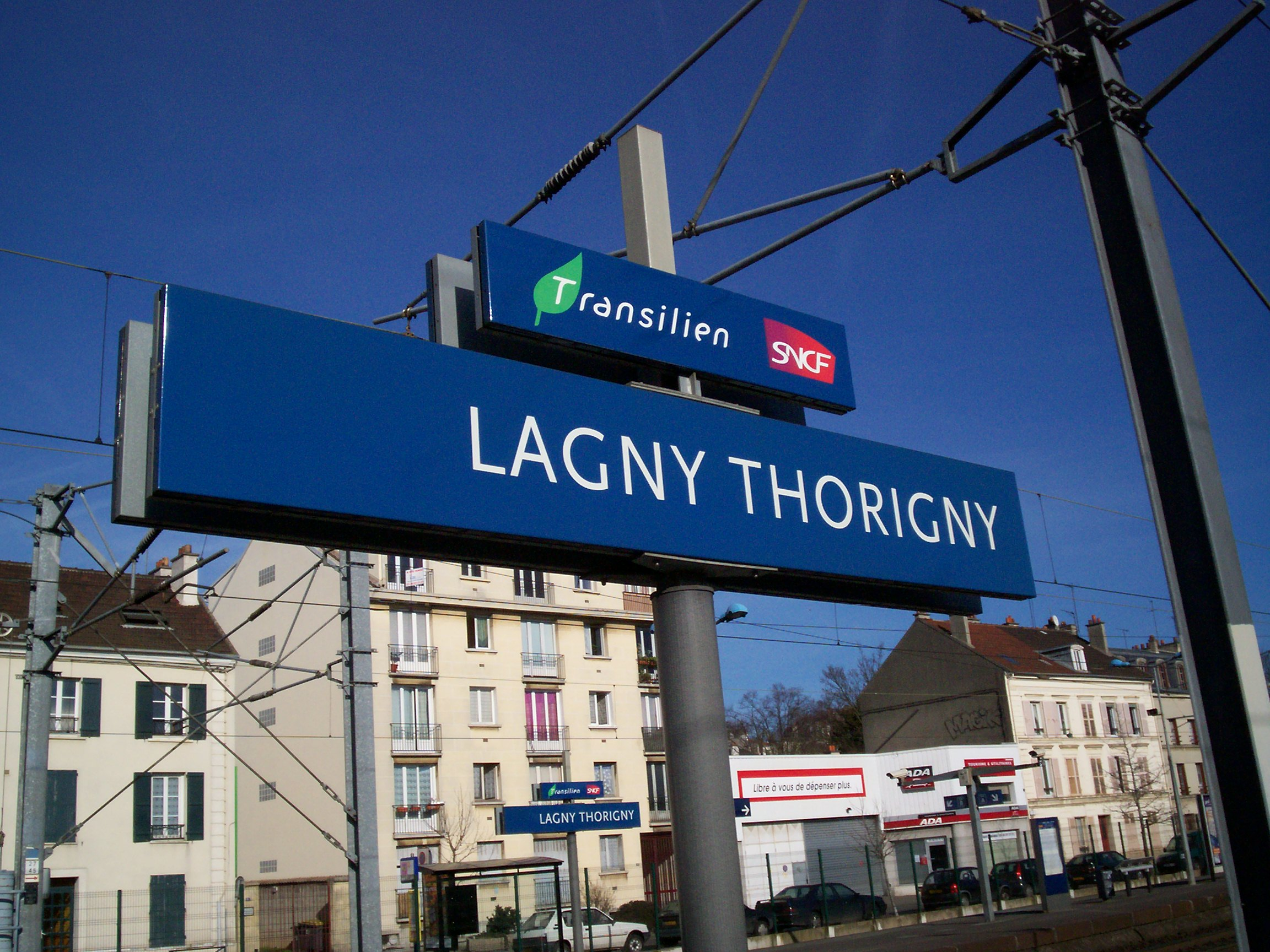
拉尼-托里尼站的站牌

### 公路
塞纳-马恩省省道D10线、D231线、D418线和D934线在马恩河畔拉尼境内交汇。
| 13 | 8.4 |

|  | 3.6 |

| 默伦 | 46 |

| 莫城 | 21 |

| 托尔西 | 6 |

| 比西圣乔治 | 5 |

| 谢勒 | 10 |

| 马恩河畔韦尔 | 7 |

2019年，73.1%的马恩河畔拉尼家庭拥有至少一辆私人汽车。2019年，马恩河畔拉尼境内共发生各类交通事故20起，造成21人受伤，其中4人重伤。

### 铁路
距离马恩河畔拉尼最近的客运铁路车站为位于巴黎－斯特拉斯堡铁路上的拉尼-托里尼站，该站位于马恩河右岸，与拉尼市区隔河相望，该站停靠法兰西岛大区铁路P线的列车，可直达巴黎东站。

### 航空
距离马恩河畔拉尼最近的民用航空站为巴黎戴高乐机场，距离马恩河畔拉尼市中心的公路里程约25公里。

### 城市公共交通
拉尼-托里尼站位于马恩河右岸的马恩河畔托里尼境内，是法兰西岛大区铁路P线上的一个车站；此外多条公交线路经过马恩河畔拉尼境内。
| 途经马恩河畔拉尼境内的主要公共交通线路 |                                        | |
| 类型                                   | 运营商                                 | 线路 |
| 公共汽车                               | Marne la Vallée 马恩拉瓦莱城市公共交通 | 2：拉尼-托里尼火车站 ↔ 福煦-和平圣母 ↔ 圣约瑟夫 ↔ 吉尔贝 ↔ 乔治·瑟拉 ↔ 奥尔姆·博叙 ↔ 树林城堡 ↔ 市政府 ↔ 勒康图 ↔ 吕茜·奥布拉克初级中学 ↔ 布拉格 ↔ 快铁欧洲谷站 20a 20b 20c 20d：圣洛朗 （校车线路，前往谢勒、马恩河畔尚等地） 21：拉尼-托里尼火车站 ↔ 福煦-和平圣母 ↔ 圣约瑟夫 ↔ 圣洛朗 ↔ 图旺 ↔ 比西圣马丹市政府 ↔ 快铁托尔西站 23：拉尼-托里尼火车站 ↔ 福煦-和平圣母 ↔ 圣约瑟夫 ↔ 加利埃尼 ↔ 普佐勒 ↔ 科托 ↔ 蒙泰夫兰市政府 ↔ 谢西市政府 ↔ 马恩拉瓦莱-谢西站 25：拉尼-托里尼火车站 ↔ 福煦-和平圣母 ↔ 圣让 ↔ 圣蒂博文化中心 ↔ 漫步公园 ↔ 快铁托尔西站 26：拉尼-托里尼火车站 ↔ 福煦-和平圣母 ↔ 阿尔萨斯-洛林 ↔ 图旺 ↔ 乔治·瑟拉 ↔ 奥尔姆·博叙 ↔ 勒吕 ↔ 夏尔·博德莱尔 ↔ 双城堡 ↔ 树篱广场 ↔ 快铁比西圣乔治站 29：拉尼-托里尼火车站 ↔ 凡尔登 ↔ 安培 ↔ 雅卡尔 ↔ 漫步公园 ↔ 贾克·普维 ↔ 快铁托尔西站 37：拉尼-托里尼火车站（环线，经马恩河畔拉尼和圣蒂博德维涅） 42：拉尼-托里尼火车站 ↔ 福煦-和平圣母 ↔ 圣约瑟夫 ↔ 加利埃尼 ↔ 普佐勒 ↔ 希尼树林 ↔ 中心医院 ↔ 快铁欧洲谷站 |
| 公共汽车                               | (N)                                    | N141：巴黎-火车东站 ↔ 谢勒-古尔奈站 ↔ 韦尔-托尔西站 ↔ 福煦-和平圣母 ↔ 马恩拉瓦莱-谢西站 ↔ 莫城站 |
| 1.                                     |                                        | |

## 政治

### 市政内阁

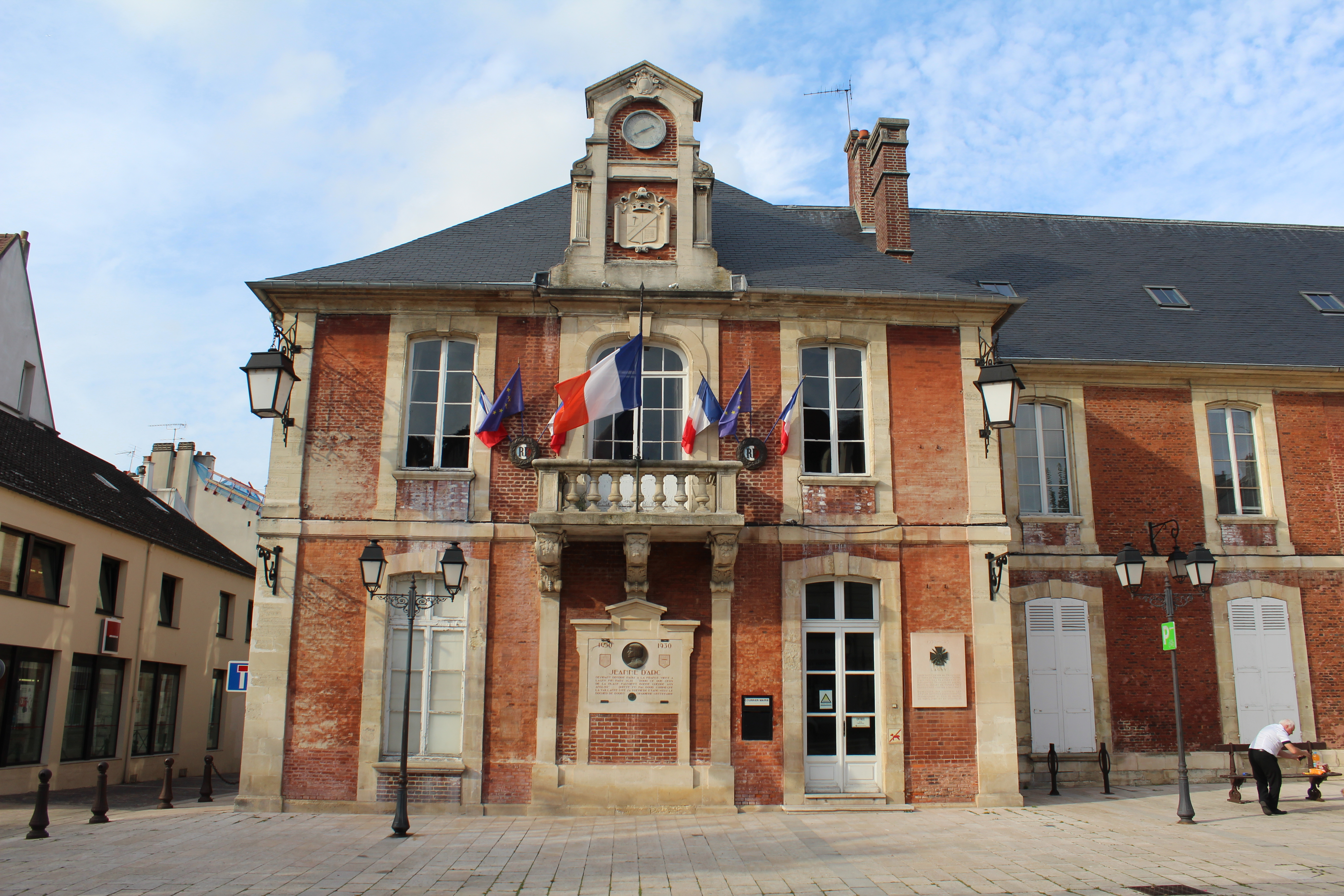
马恩河畔拉尼市政厅

马恩河畔拉尼的现任市长为让-保罗·米歇尔先生（Jean-Paul MICHEL），他是行动的一名成员，在2020年的市政选举中获得了54.41%的支持率。
| 马恩河畔拉尼历届市长 | 马恩河畔拉尼历届市长            | 马恩河畔拉尼历届市长               |
| 任期                 | 市长                            | 党派                               |
| -------------------- | ------------------------------- | ---------------------------------- |
| 1944年－1953年       | Robert FLAMANT 罗贝尔·弗拉芒    | 不详                               |
| 1953年－1965年       | Paul LÉVÊQUE 保罗·莱韦克        | RI独立激进党                       |
| 1965年－1971年       | Serge POLLET 塞尔日·波莱        | 不详                               |
| 1971年－1977年       | René LALLEMANT 勒内·拉勒芒      | DVD右翼无党派人士 →RPR保衛共和聯盟 |
| 1977年－1995年       | Claude AVISSE 克洛德·阿维斯     | RPR保衛共和聯盟                    |
| 1995年－2012年       | Patrice PAGNY 帕特里丝·帕尼     | 無黨籍                             |
| 2012年－2014年       | Sylvie BONNIN 茜尔维·博南       | 無黨籍                             |
| 2014年－             | Jean-Paul MICHEL 让-保罗·米歇尔 | Agir行动                           |

### 各级选举
| 马恩河畔拉尼历届投票选举结果 | 马恩河畔拉尼历届投票选举结果 | 马恩河畔拉尼历届投票选举结果 | 马恩河畔拉尼历届投票选举结果 | 马恩河畔拉尼历届投票选举结果           | 马恩河畔拉尼历届投票选举结果 | 马恩河畔拉尼历届投票选举结果 | 马恩河畔拉尼历届投票选举结果           | 马恩河畔拉尼历届投票选举结果 | 马恩河畔拉尼历届投票选举结果 |
| 选举项目                     | 选举范围                     | 选区单位                     | 选区单位内的选举结果         | 选区单位内的选举结果                   | 选区单位内的选举结果         | 选区单位内的选举结果         | 选区单位内的选举结果                   | 选区单位内的选举结果         | 参考资料                     |
| 选举项目                     | 选举范围                     | 选区单位                     | 第一轮胜出者                 | 第一轮胜出者                           | 支持率                       | 第二轮胜出者                 | 第二轮胜出者                           | 支持率                       | 参考资料                     |
| ---------------------------- | ---------------------------- | ---------------------------- | ---------------------------- | -------------------------------------- | ---------------------------- | ---------------------------- | -------------------------------------- | ---------------------------- | ---------------------------- |
| 2017年法國總統選舉           | 法國                         | 市镇                         |                              | 埃马纽埃尔·马克龙                      | 26.55%                       |                              | 埃马纽埃尔·马克龙                      | 73.22%                       | [ 29 ]                       |
| 2017年法国立法选举           | 塞纳-马恩省第七选区          | 市镇                         |                              | 罗德里格·科库恩多                      | 40%                          |                              | 罗德里格·科库恩多                      | 70.61%                       | [ 29 ]                       |
| 2019年欧洲议会选举           | 法國                         | 市镇                         |                              | 纳塔莉·卢瓦索                          | 24.02%                       | （不适用）                   | （不适用）                             | （不适用）                   | [ 31 ]                       |
| 2021年法国省级选举           | 塞纳-马恩省                  | 县                           |                              | 布什拉·芬扎尔-里兹基 克里斯蒂安·罗巴什 | 26.85%                       |                              | 布什拉·芬扎尔-里兹基 克里斯蒂安·罗巴什 | 58.22%                       | [ 32 ]                       |
| 2021年法国省级选举           | 塞纳-马恩省                  | 市镇                         |                              | 布什拉·芬扎尔-里兹基 克里斯蒂安·罗巴什 | 23.71%                       |                              | 布什拉·芬扎尔-里兹基 克里斯蒂安·罗巴什 | 55.6%                        | [ 32 ]                       |
| 2021年法国大区选举           | 法蘭西島大區                 | 市镇                         |                              | 瓦莱丽·佩克雷斯                        | 37.44%                       |                              | 瓦莱丽·佩克雷斯                        | 44.91%                       | [ 33 ]                       |
| 2022年法国总统选举           | 法國                         | 市镇                         |                              | 埃马纽埃尔·马克龙                      | 29.1%                        |                              | 埃马纽埃尔·马克龙                      | 67.68%                       | [ 29 ]                       |
| 2022年法国立法选举           | 塞纳-马恩省第七选区          | 市镇                         |                              | 埃尔西利娅·苏代                        | 32.16%                       |                              | 埃尔西利娅·苏代                        | 58.34%                       | [ 29 ]                       |

## 人口
2019年，马恩河畔拉尼市镇人口数量为21,539，在法国排名第428位。其中男性10,173人，女性11,366人，75岁及以上人口占6.6%，外籍人口数量为2,692人，人口密度为3,766人/平方公里，当地男性居民被称为，女性居民被称为，亦可全部统称为。2020年，马恩河畔拉尼境内出生279人，死亡人口156人。
| 马恩河畔拉尼1901年－2019年人口变化情况 |
|                                        |
| 数据来源：Cassini、INSEE               |

## 经济

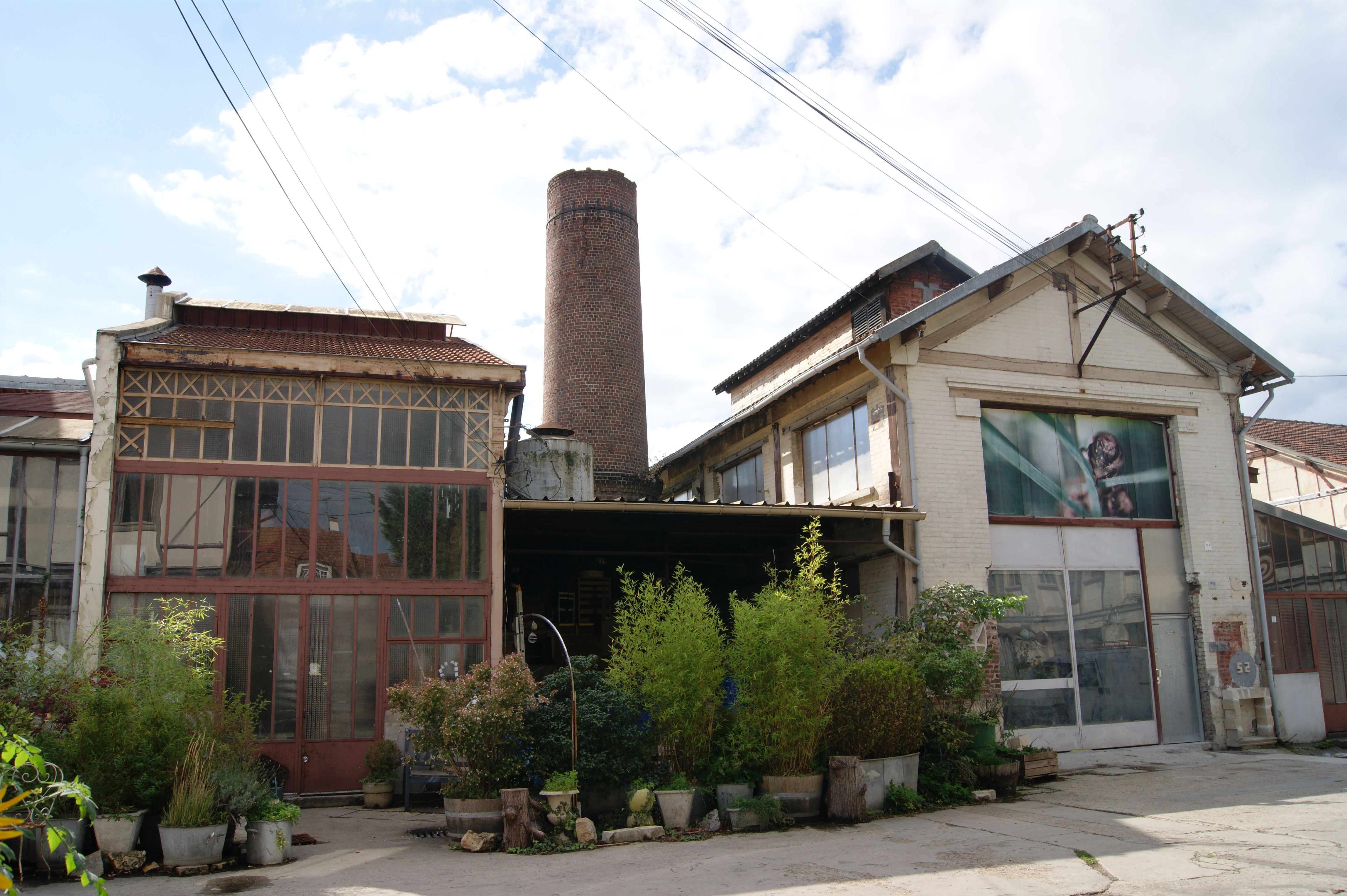
皮革厂旧址

马恩河畔拉尼是一个区域性的中心城市，也是巴黎的一个郊区卫星城。截止2022年11月，马恩河畔拉尼市镇范围内共有各类用人单位（包含自雇）3,548家，平均历史为12年，其中99.52%为中小型企业（PME），2022年9月至11月间，当地的经济活力指数为1.58%。（垃圾回收）、（管道工程）及（外墙粉刷）是当地2021年营业额最高的三个企业，分别为21,923,826欧元、16,457,370欧元和14,038,308欧元。

## 财政与居民收入
2020年，马恩河畔拉尼的财政收入总额为27,419,500欧元，财政支出总额为23,649,400欧元，当年的债务总额为22,984,400欧元。2021年，马恩河畔拉尼市镇共获得2,573,111欧元的国家财政补助，比上一年减少了0.74%。
2020年，马恩河畔拉尼的人均月收入总额为2,627欧元，其中高级职员为4,256欧元，高于法国平均水平（4,230欧元）；中级职员为2,536欧元，高于法国平均水平（2,411欧元）；普通职员为1,875欧元，亦高于法国平均水平（1,740欧元）。
2019年，马恩河畔拉尼境内的青壮年（15至64岁）失业率为11.8%，当地57.7%的家庭拥有纳税资格，平均纳税4,200欧元，高于法国平均水平（3,910欧元）。

## 社会事务

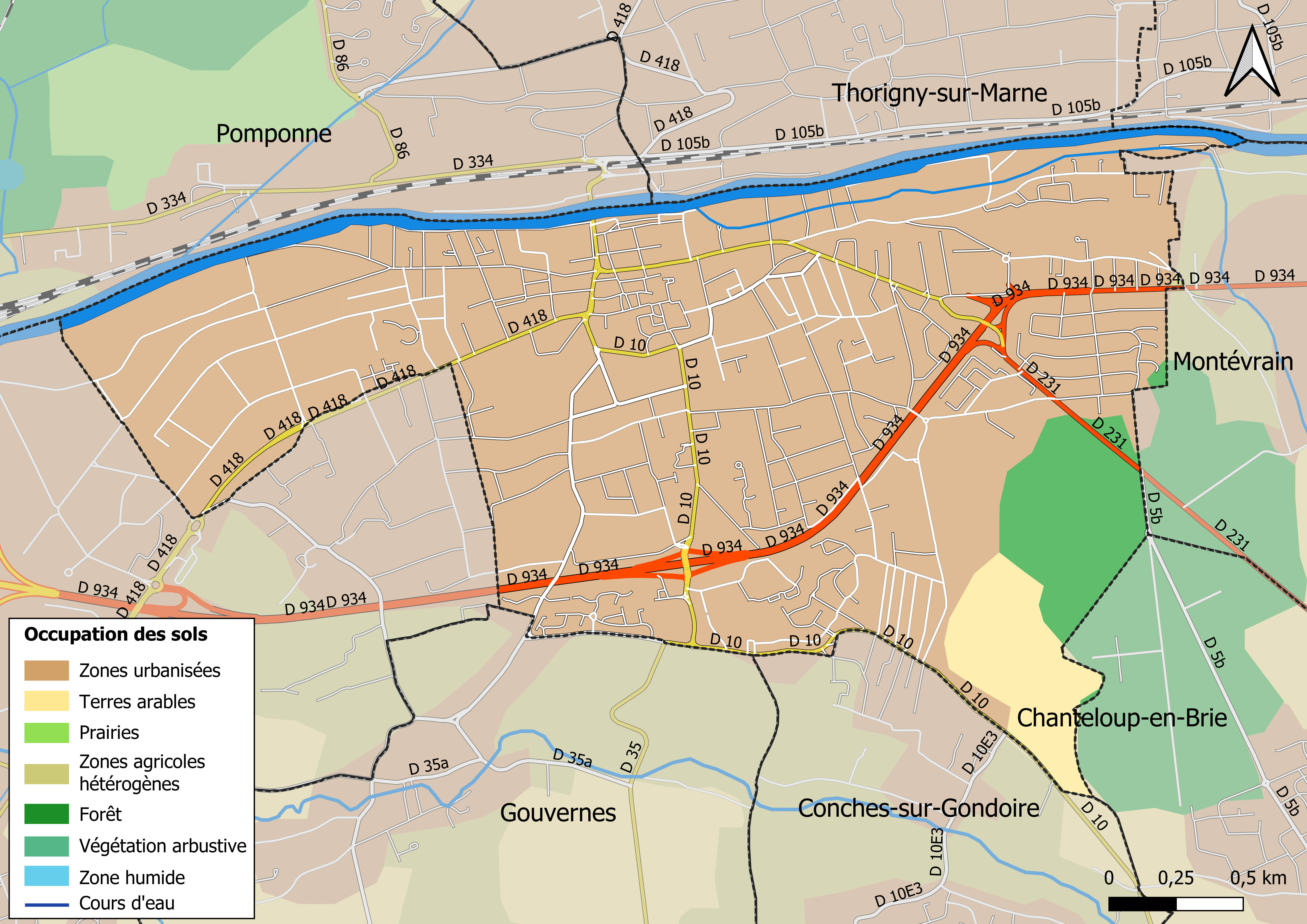
马恩河畔拉尼土地利用情况地图

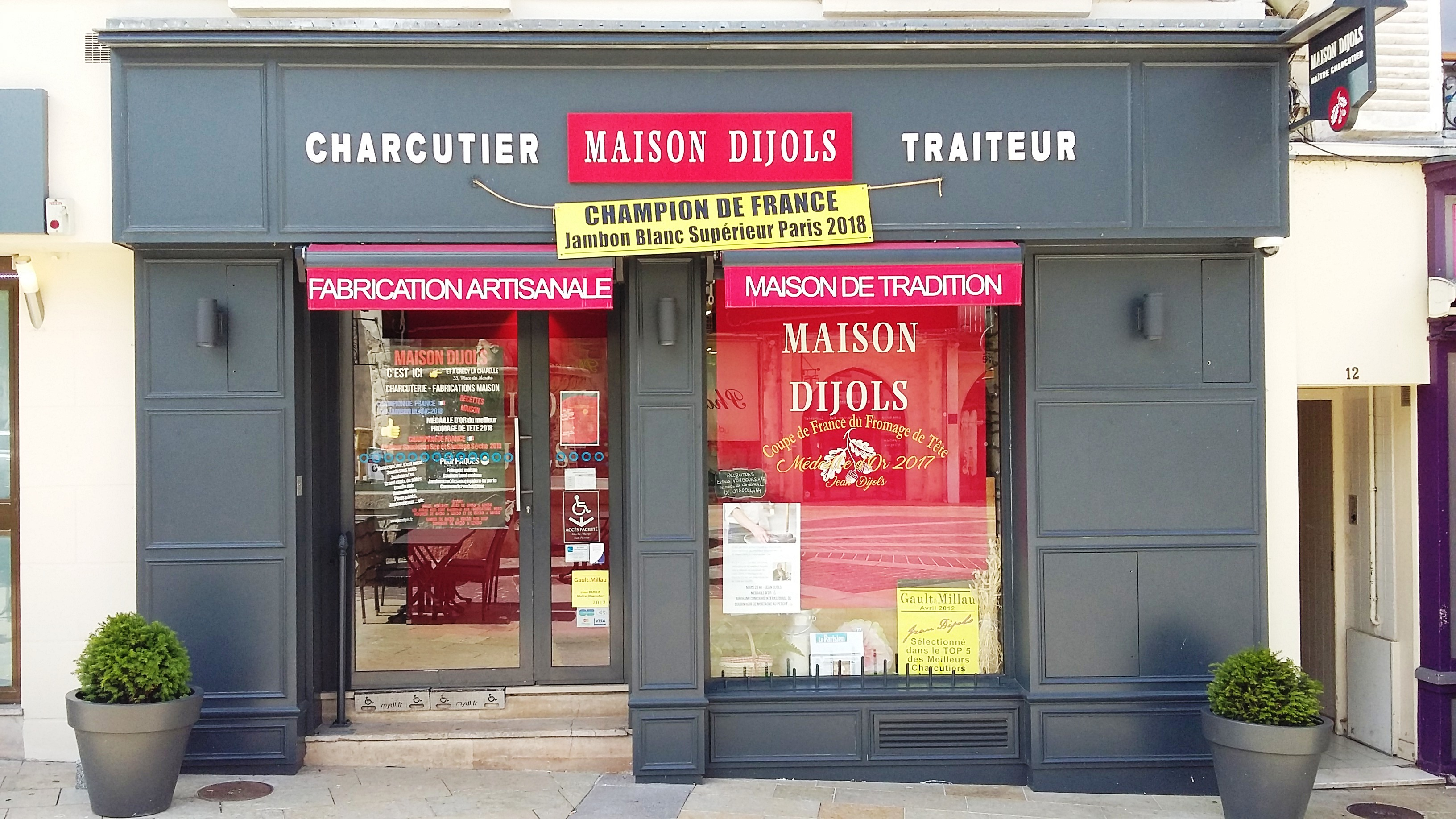
马恩河畔拉尼镇中心的一家食品商铺

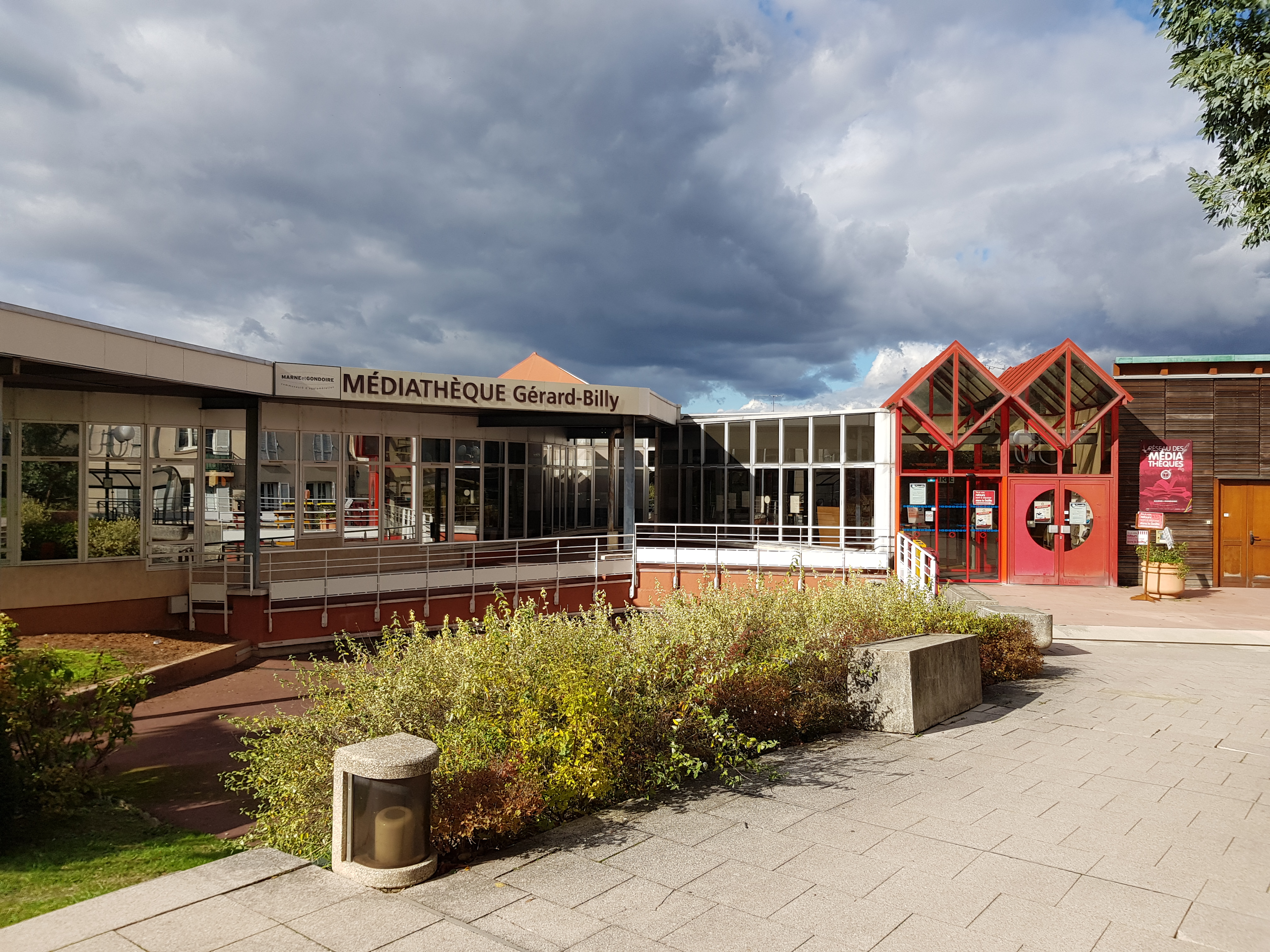
马恩河畔拉尼多媒体中心

### 教育
马恩河畔拉尼属于克雷泰伊学区。截止2021年1月1日，马恩河畔拉尼境内共有5所幼儿园、9所小学、3所初级中学和2所普通高中。2018至2019学年度，马恩河畔拉尼境内共有在校中等教育阶段学生4,452名。
在高等教育方面，马恩河畔拉尼境内有一所学生学校。

### 医疗
截止2021年1月1日，马恩河畔拉尼境内共有全科医生23名、保健师14名、牙医19名、护士23名、耳科医生2名、眼科医生4名、皮肤科医生1名、助产士4名、儿科医生4名和妇科医生2名。境内共有药房7家、残疾人帮扶中心1家。
距离马恩河畔拉尼最近的区域性医疗机构为东部法兰西岛大医院，其主病区马恩拉瓦莱医院位于若西尼境内，距离马恩河畔拉尼市区的正常车程大约11分钟，该院设有床位715个，是当地规模最大的公立综合性医院。

### 住房
2019年，马恩河畔拉尼境内共有各类住房10,296套，其中35.9%为独立式居民区，61.8%为集中式居民区。常住房屋占马恩河畔拉尼市镇范围内居民建筑总量的92.2%。
在住房保障政策方面，2021年，马恩河畔拉尼境内共有1,694户家庭获得了住房经济补助，受益人数占总人口数量的7.9%，其中1,646份为房租补助。

### 商业
2021年，马恩河畔拉尼境内共有各类实体商铺463家，其中餐厅58家、大型超市2家、杂货店17家、面包房11家、肉铺8家、书店6家、装饰品店0家、银行门店9家、美容美发店24家、汽车维修店31家。马恩河畔拉尼市区建有Franprix、Monoprix等购物超市。

### 体育
2021年，马恩河畔拉尼境内共有1家游泳池、4间体育馆、1座综合体育场、2处网球场、3处足球或橄榄球场以及2处篮球或排球场。
截至2022年11月，马恩河畔拉尼境内有多家注册足球俱乐部。拉尼体育联盟（US Lagny Messagers，编号549461）是当地的代表性足球队，成立于1971年，其主队2022至2023赛季参加法兰西岛大区足球联赛，其主场为让·梅尔默兹球场（Stade de Jean Mermoz）。

### 环境
马恩河畔拉尼的环境事务由其所属的马恩-贡杜瓦尔城市圈公共社区联合各级政府协调负责。2021年，马恩河畔拉尼境内共有4家污染企业。

### 治安
2021年，马恩河畔拉尼市镇范围内有1处派出所。
马恩河畔拉尼及其附近的共21个市镇是马恩河畔拉尼-谢西警区（zone police de Lagny sur Marne Chessy）的管辖范围。2020年，该警区累计记录各类案件4,943起，其中盗窃类案件2,762起，经济类案件648起，毒品交易类案件242起。

## 文化
2021年，马恩河畔拉尼境内共有1家剧场、1家电影院、1家博物馆和1家音乐厅。马恩河畔拉尼境内建有热拉尔·比伊市际多媒体中心（médiathèque intercommunale Gérard-Billy），每周二、三、五、六向公众开放。

### 建筑
马恩河畔拉尼境内有多处历史建筑，其中阿尔当圣母-圣伯多禄修道院、圣菲尔西教堂等为法国国家文物保护单位；建于1997年的新教教堂（Temple protestant de Lagny-sur-Marne）则于2011年被列入法国《现代文化遗产》名录。

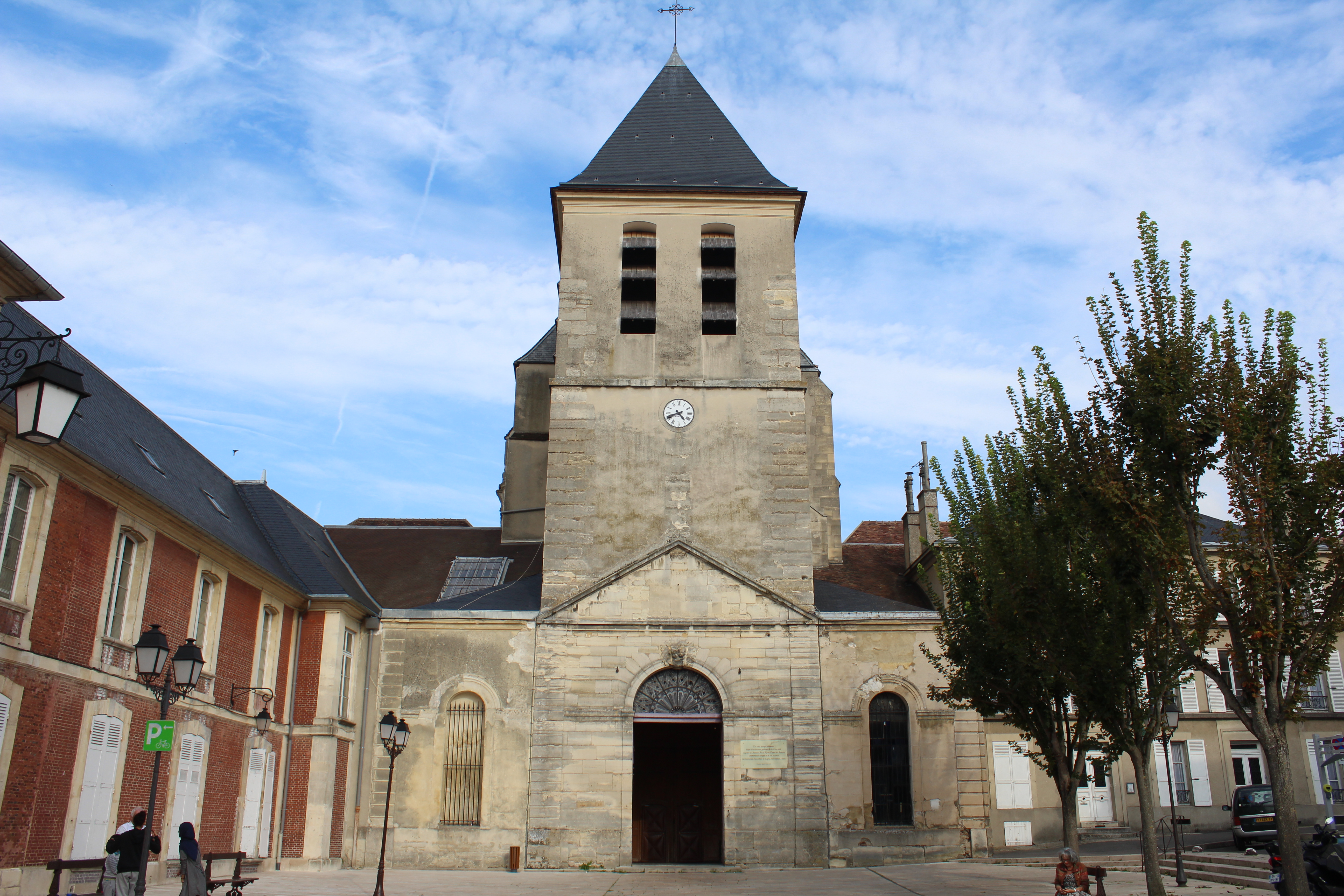
阿尔当圣母-圣伯多禄修道院（法语：Abbatiale Notre-Dame-des-Ardents-et-Saint-Pierre）
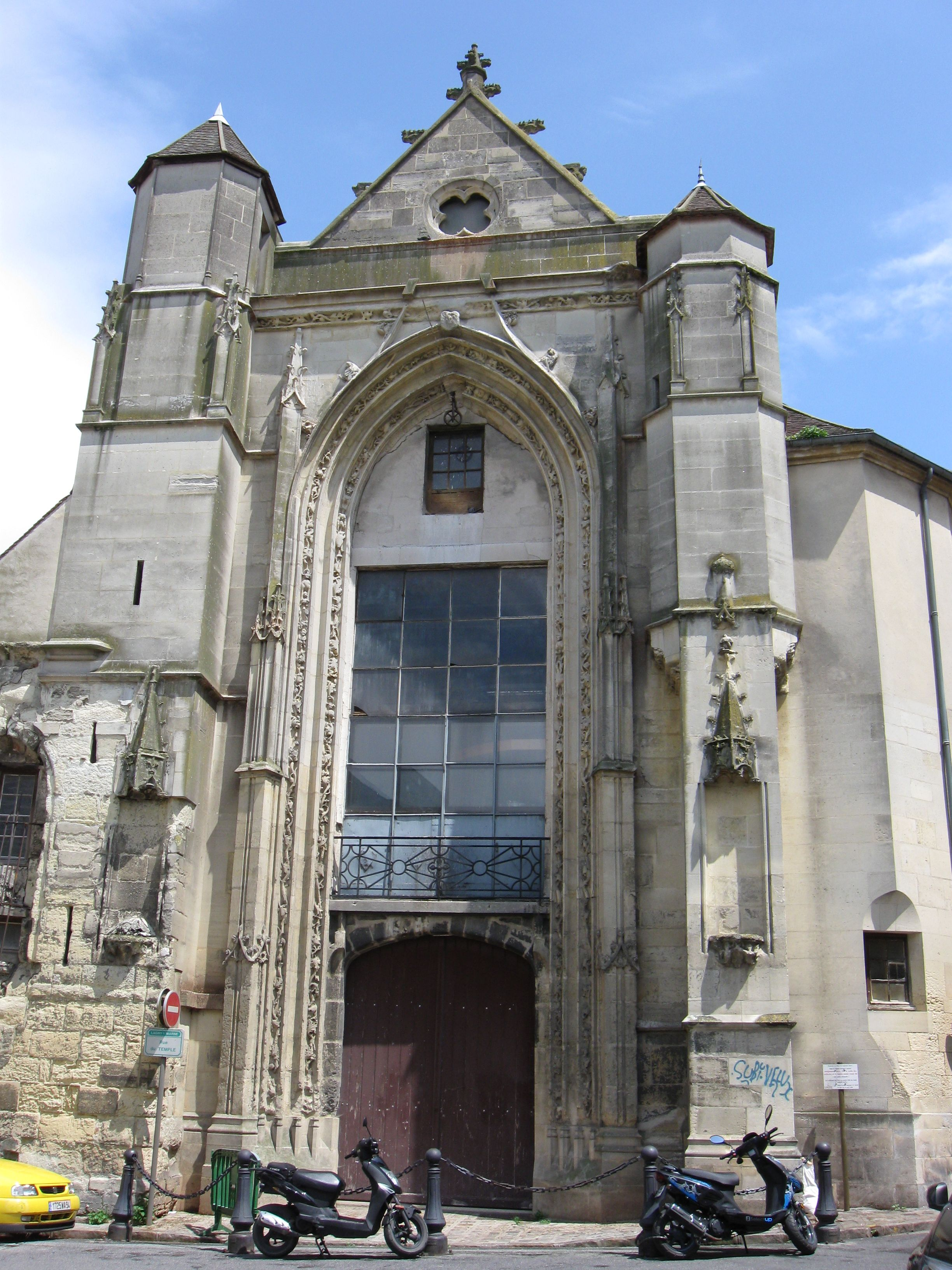
圣菲尔西教堂（法语：Église Saint-Furcy de Lagny-sur-Marne）
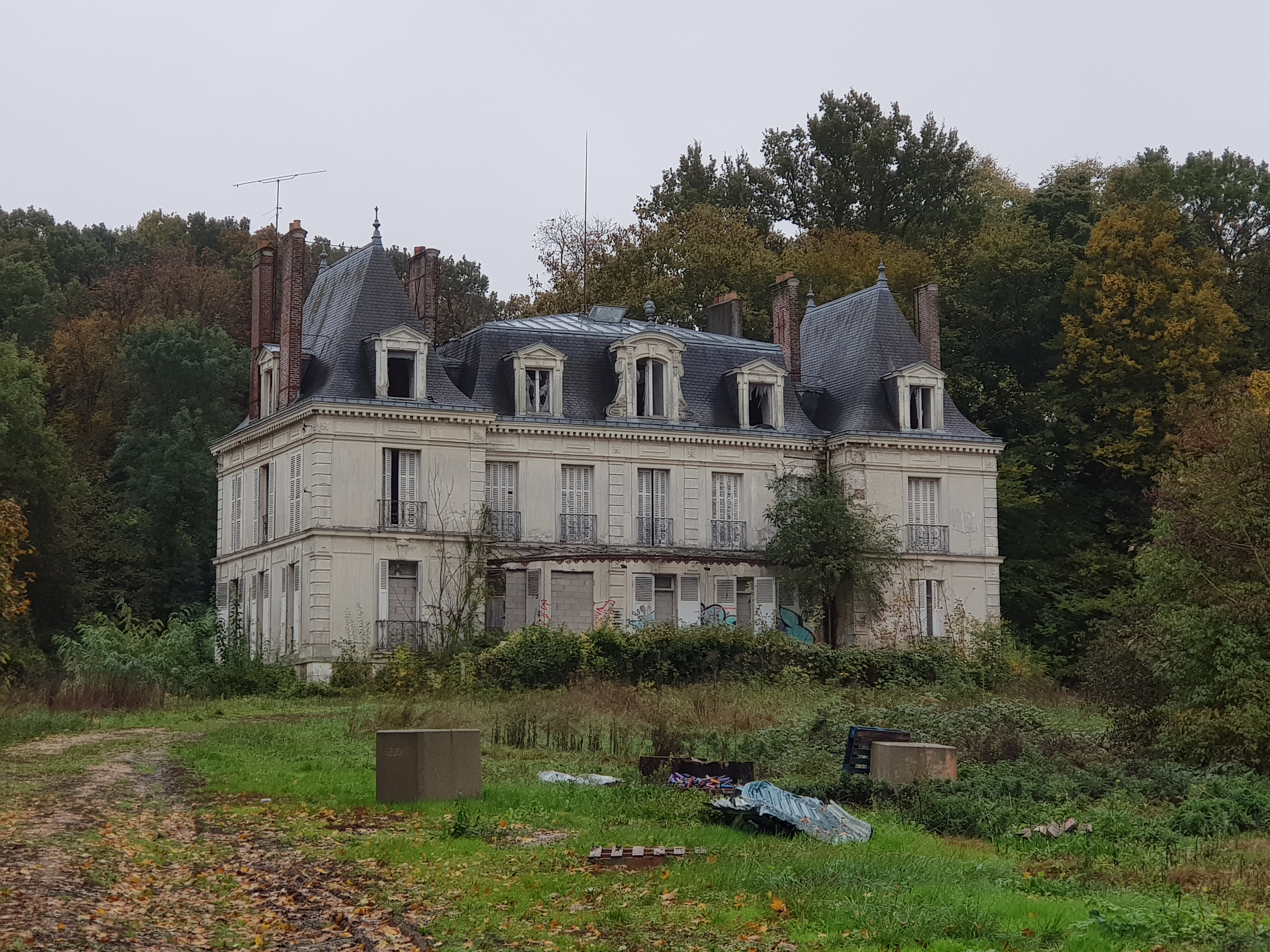
阿尔贝·迪耶尔城堡
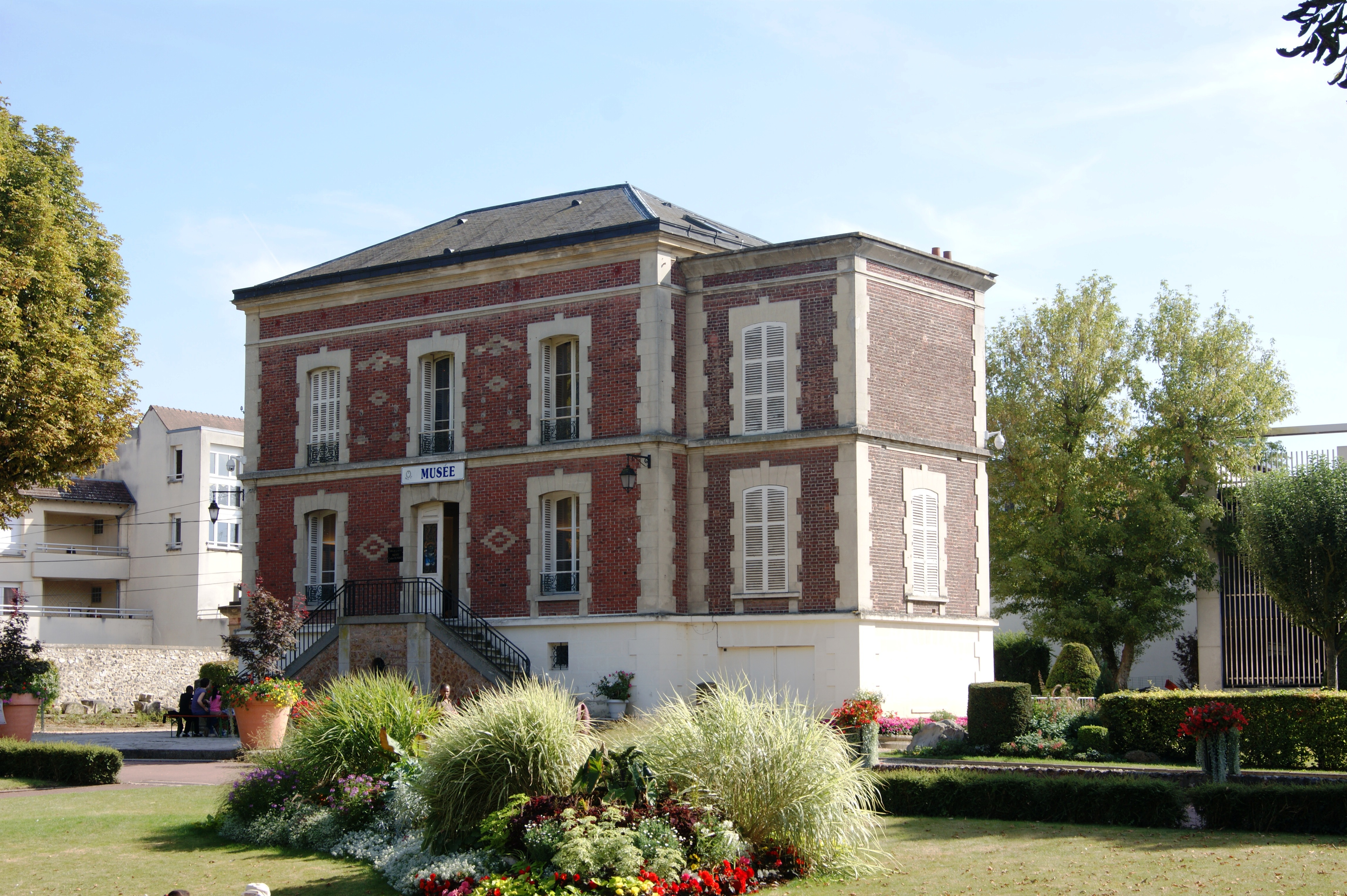
加蒂安·博内博物馆（法语：Musée Gatien Bonnet）
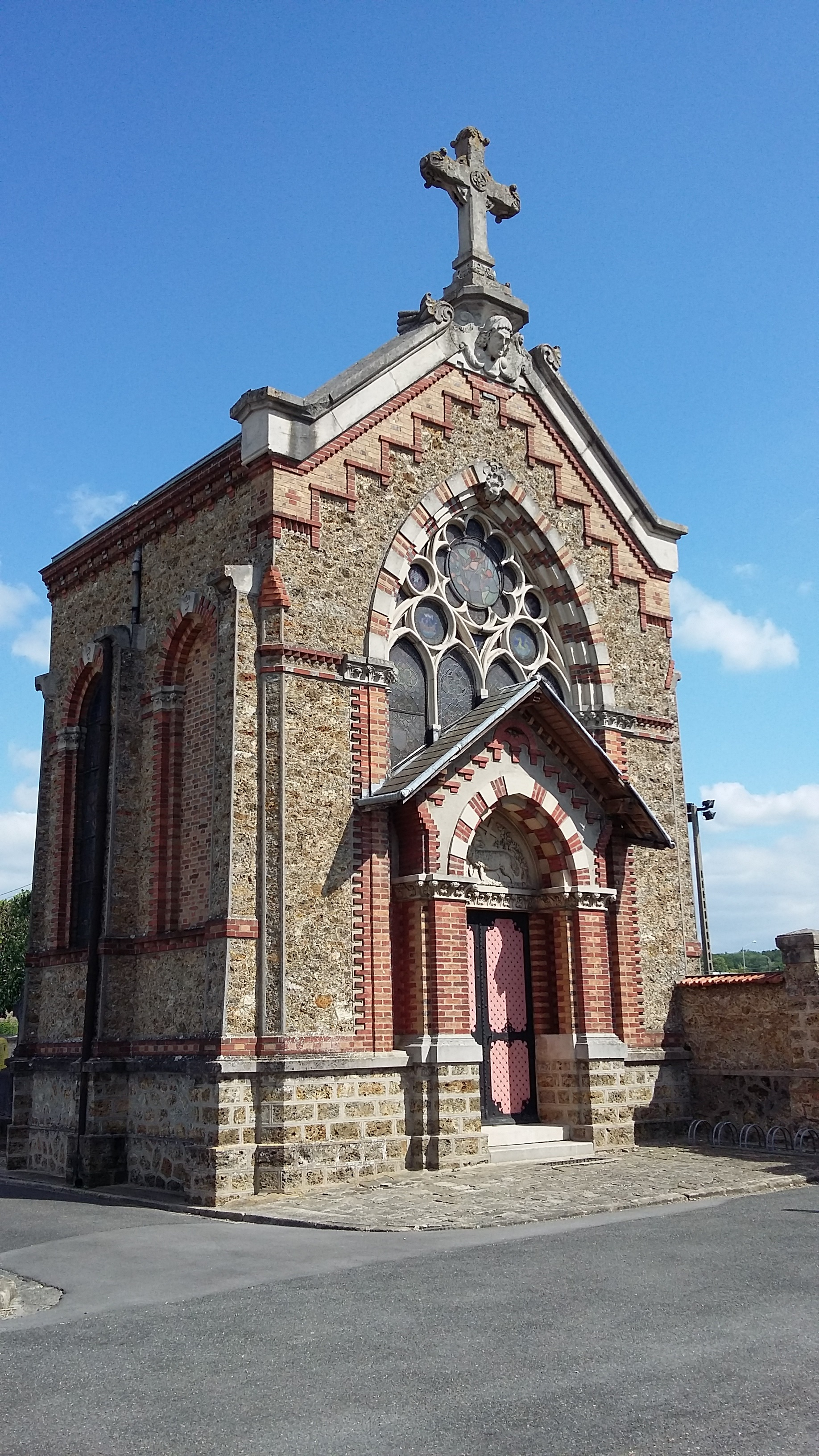
公墓小教堂
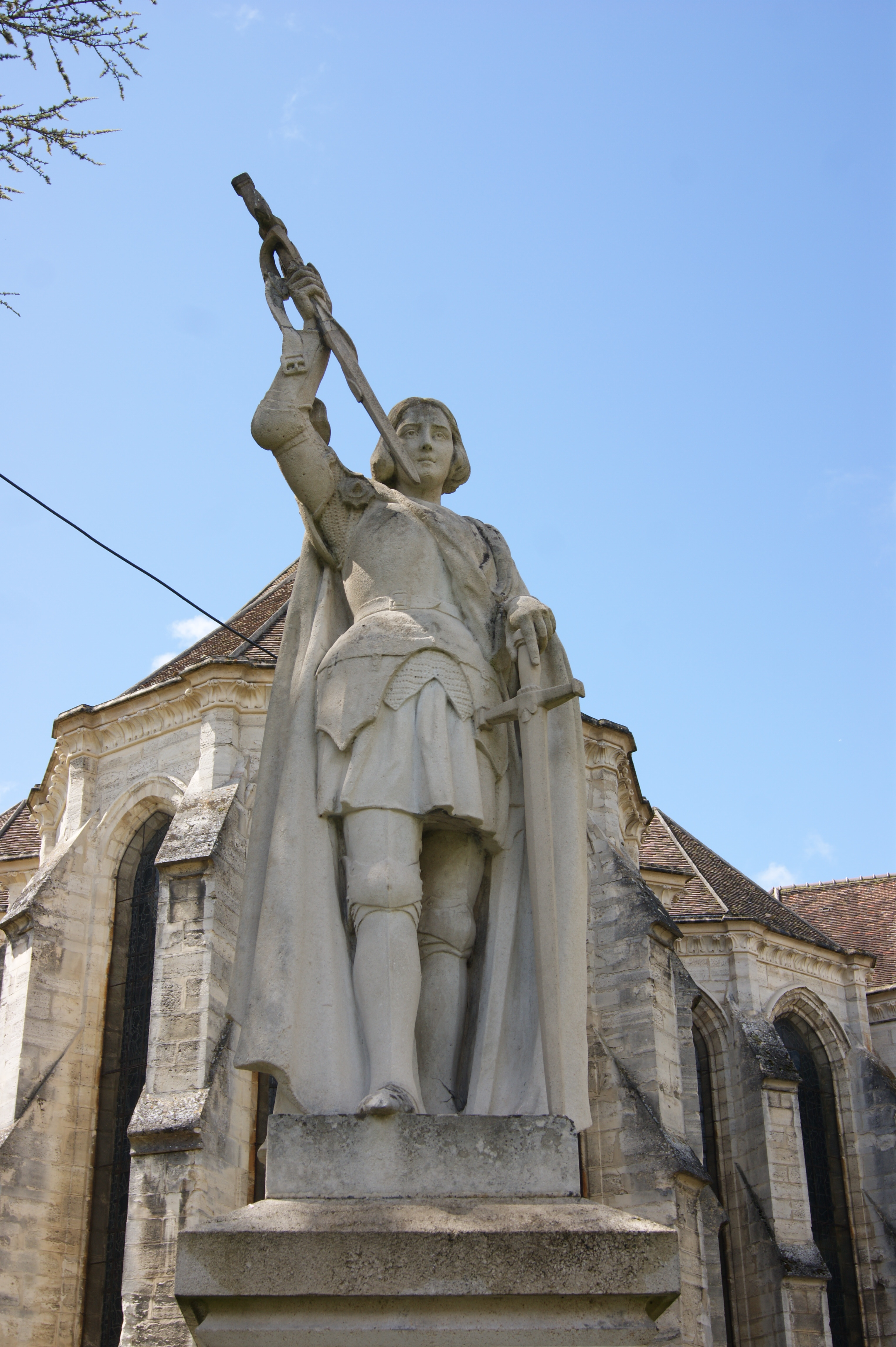
圣女贞德雕像
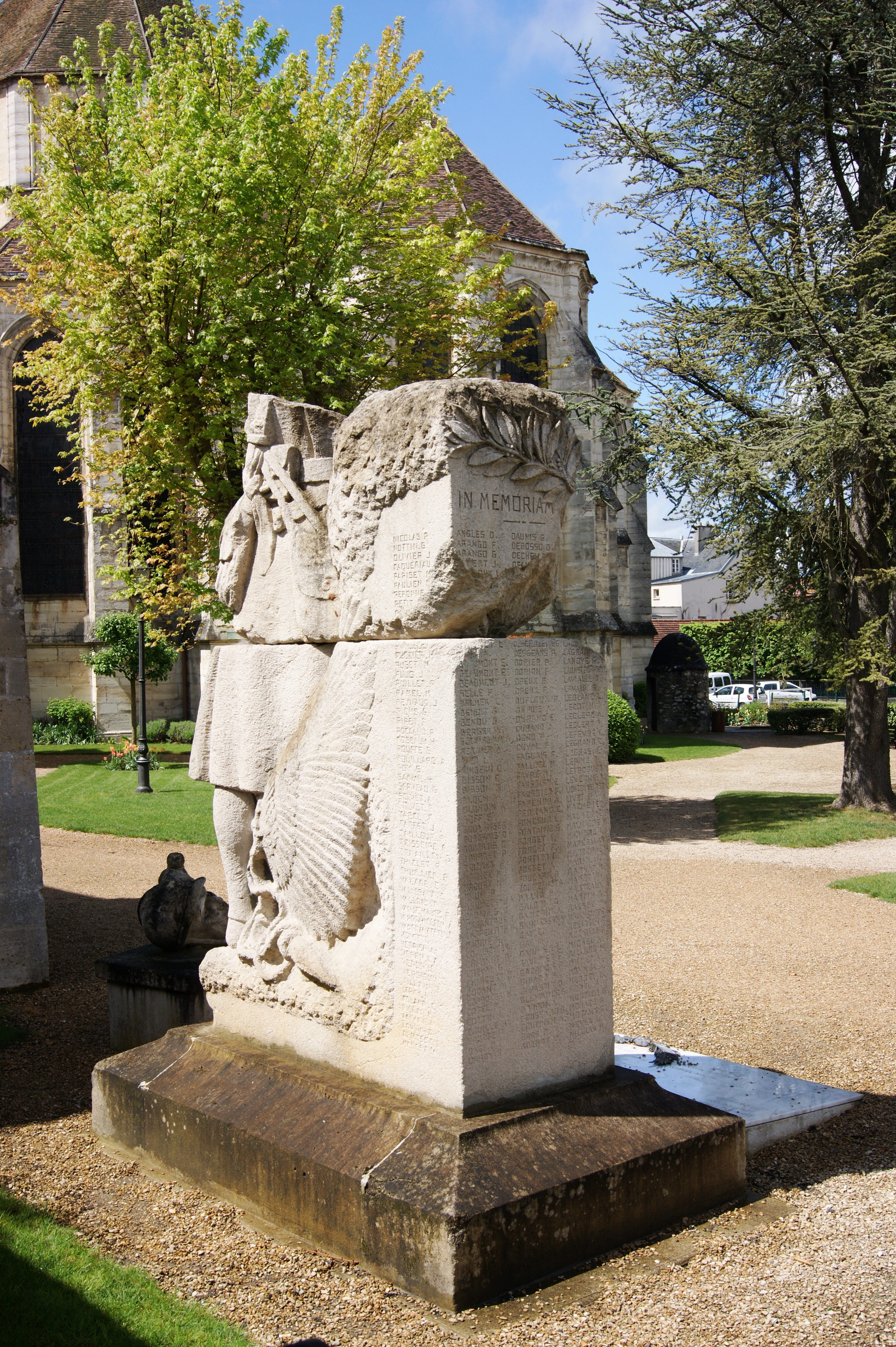
战争烈士纪念碑
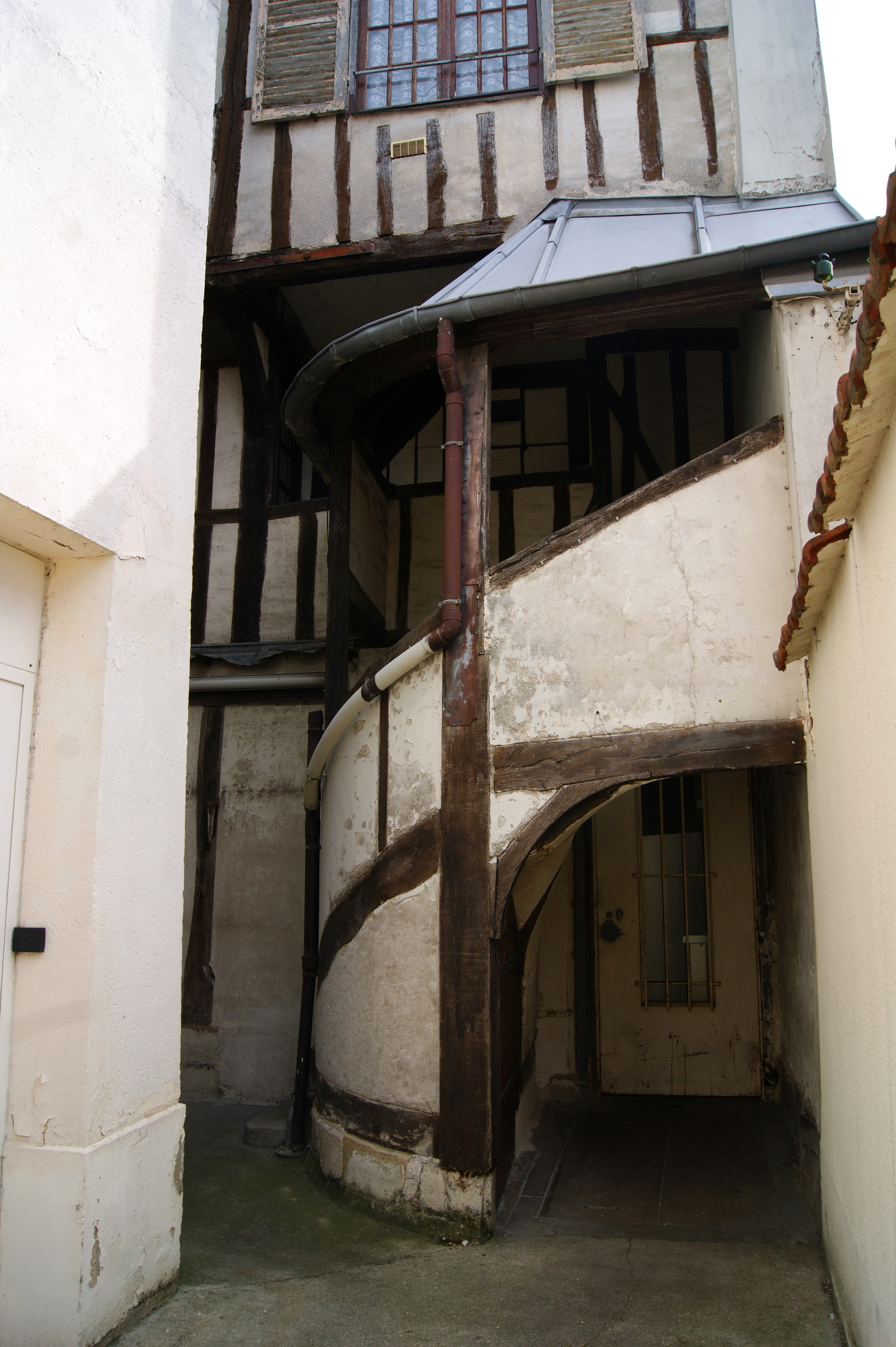
传统民居

### 旅游
马恩河畔拉尼的旅游事务由其所属的马恩-贡杜瓦尔城市圈公共社区负责。2022年，马恩河畔拉尼境内共有1家酒店共计56间房间。

### 媒体
法国主要的媒体均可在马恩河畔拉尼接收，法国电视三台下属的法兰西岛大区频道在部分时段播出马恩河畔拉尼所属的塞纳-马恩省的地方新闻。《巴黎人报》、蓝色法兰西巴黎广播、BFM电视台法兰西岛频道等是当地主要的地方性媒体。

## 相关人物
法国画家爱德华·科尔特斯、女歌手科里娜·埃尔梅斯、多哥籍皮划艇运动员邦雅曼·布克佩蒂、足球运动员保罗·博格巴和克里斯托弗·恩昆库出生于马恩河畔拉尼。

## 友好城市
截至2022年11月，马恩河畔拉尼共与四座城市互为友好城市关系：
- 德国 金齐希河谷哈斯拉赫
- 英格兰 阿尼克
- 加拿大 圣阿加特德蒙（法语：Sainte-Agathe-des-Monts）
- 葡萄牙 米拉